# Jérôme de Phélypeaux
Jérôme de Phélypeaux hrabia Pontchartrain (ur. w marcu 1674, zm. 8 lutego 1747 w Wersalu) – francuski polityk, syn Louisa Phélypeaux.
Był od 1692 roku kanclerzem parlamentu paryskiego, a razem z ojcem służył jako Sekretarz Stanu Domu Królewskiego (Maison du Roi) i Minister Floty od 1699 roku. Kierował polityką przesiedleń do Luizjany. Założył Académie des Inscriptions et Belles-Lettres.
Ożenił się najpierw z Éléonore Christine de La Rochefoucauld de Roye w 1697 (znaną jako Mademoiselle de Chefboutonne), z którą miał pięcioro dzieci:
- Marie Francoise Christine (1698–1701)
- Louis Francois (1700–1708), hr. Maurepas
- Jean Frédéric (1701–1781), hr. Maurepas, później Pontchartrain
- Paul Jérôme (1703– ?), markiz Chefboutonne, żołnierz
- Charles Henri (1706–1734), biskup Blois

Powtórnie ożenił się w lipcu 1713 z Hélène de L'Aubespine (1690–1770), z którą miał dwie córki:
- Marie Louise (znaną jako Rosalie), (1714–1780)
- Hélène Françoise Angélique (1715-1781), której mężem został Louis-Jules Mancini-Mazarini, książę Nivernais.

W 1715 r., gdy regent Filip Orleański objął władzę, Jérôme de Phélypeaux skłoniono do rezygnacji z urzędów na rzecz swego syna, Jean-Frédéric Phélypeauxa.